# Materada
Materada (olaszul: Matterada) falu Horvátországban, Isztria megyében. Közigazgatásilag Umaghoz tartozik.

## Fekvése
Az Isztria északnyugati részén, Umagtól 7 km-re délkeletre elterülő termékeny mezőn, az Umag–Buje főút mellett, a tengerparttól 5 km-re fekszik.

## Története
Területe már az ókor óta folyamatosan lakott. Első említése a 12. században Abu Abdalláh al-Idríszi arab utazó útleírásában történt. Mai plébániatemploma a középkori templom helyén áll, melynek építési ideje nem ismert, de egy 1531-ből származó glagolita felirat tanúsága szerint akkor már megvolt. A háborúkban és járványokban elpusztult lakosság helyére a 17. században a török elől menekülő dalmáciai és albániai földművesekkel telepítették be. Köztük volt az albániai eredetű Tomica (Tomizza) család is, melynek leszármazottja Fulvio Tomizza 1960-ban kiadott „Materada” című első regényében dolgozza fel e vidék 20. századi történetét. Templomát 1664-ben megújították és bővítették. 1797-ben a napóleoni háborúk következtében megszűnt a Velencei Köztársaság és az Isztriával együtt a település is Habsburg uralom alá került. 1805-ben Napóleon a francia fennhatóság alatt álló Illír provincia részévé tette. Napóleon bukása után 1813-ban az egész Isztriával együtt ismét a Habsburg birodalom részévé vált és maradt 1918-ig. 1857-ben 518, 1910-ben 297 lakosa volt.
Az első világháború után a rapallói szerződés értelmében Isztria az Olasz Királysághoz került. 1943-ban az olasz kapitulációt követően német megszállás alá került, mely 1945-ig tartott. A második világháború után a párizsi békeszerződés értelmében Jugoszlávia része lett, de 1954-ig különleges igazgatási területként átmenetileg a Trieszti B zónához tartozott és csak ezután lépett érvénybe a jugoszláv polgári közigazgatás. A település Jugoszlávia felbomlása után 1991-ben a független Horvátország része lett. 2011-ben 133 lakosa volt. Lakói főként mezőgazdasággal és turizmussal foglalkoznak.

## Nevezetességei
A Havas Boldogasszony tiszteletére szentelt plébániatemploma középkori eredetű, 1664-ben megújították és bővítették, 1941-ben meghosszabbították. Egyhajós épület négyszögletes szentéllyel, melyet a hajótól diadalív választ el. 25 méter magas különálló harangtornyát 1940-ben építették, három harang található benne.

## Lakosság
| Lakosság változása | Lakosság változása | Lakosság változása | Lakosság változása | Lakosság változása | Lakosság változása | Lakosság változása | Lakosság változása | Lakosság változása | Lakosság változása | Lakosság változása | Lakosság változása | Lakosság változása | Lakosság változása | Lakosság változása | Lakosság változása |
| ------------------ | ------------------ | ------------------ | ------------------ | ------------------ | ------------------ | ------------------ | ------------------ | ------------------ | ------------------ | ------------------ | ------------------ | ------------------ | ------------------ | ------------------ | ------------------ |
| 1857               | 1869               | 1880               | 1890               | 1900               | 1910               | 1921               | 1931               | 1948               | 1953               | 1961               | 1971               | 1981               | 1991               | 2001               | 2011               |
| 518                | 553                | 182                | 265                | 222                | 297                | 1173               | 1169               | 252                | 200                | 186                | 130                | 125                | 124                | 129                | 133                |